# 帕拉尼基
49°34′4″N 23°46′32″E / 49.56778°N 23.77556°E
帕拉尼基（烏克蘭語：Паланики），是烏克蘭的村落，位於該國西部利沃夫州，由戈羅多克區負責管轄，始建於1390年，面積1.9平方公里，海拔高度279米，2025年人口3，人口密度每平方公里12.11人。